# 국제 고딕

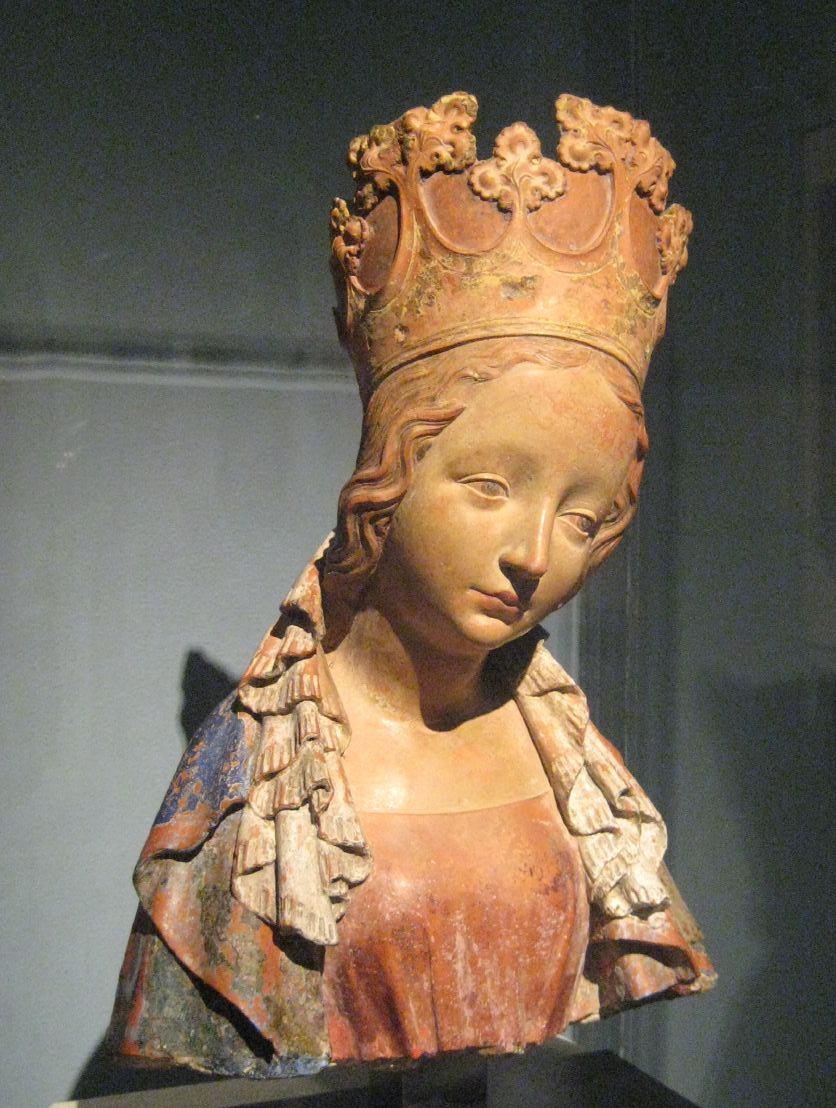

국제 고딕(International Gothic)은 프랑스, 체히, 버건디에서 일어난 고딕 미술 용어이다.
이 양식은 14세기 전반 아비뇽 교황청에 시모네 마르티니가 초빙되어 전파케 된 시에나파와 북방의 고딕 기법이 교류하여, 후기 고딕의 정교한 화려성이나 사실성과 시에나파의 정서 표현이나 설화성(說話性)이 혼합되었다. 아비뇽에 관계한 각지의 성직자에 의해 이 양식은 전유럽에 보급되어, 14세기로부터 15세기에 걸쳐 유행하였다. 랭브르 형제, 케른파의 로호나, 체코파의 화가들, 이탈리아의 우첼로, 안젤리코 등은 이 영향을 받은 화가들이다. 이 경향은 조각에도 파급되었다.

## 같이 보기
- 고딕 건축

## 참조
- 이 문서에는 다음커뮤니케이션(현 카카오)에서 GFDL 또는 CC-SA 라이선스로 배포한 글로벌 세계대백과사전의 내용을 기초로 작성된 글이 포함되어 있습니다.